# パンと魚の奇蹟 (ムリーリョ、セビーリャ)

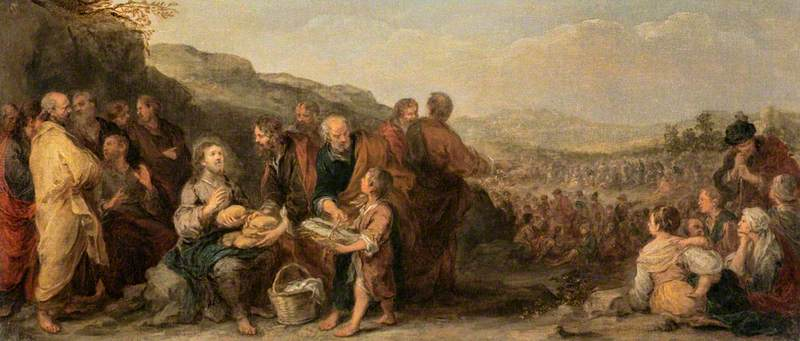
バルトロメ・エステバン・ムリーリョ『パンと魚の奇蹟』(1667–1682年ごろ)、32.5x74.2センチ スコットランド国立美術館 (エジンバラ)

『パンと魚の奇蹟』（パンとさかなのきせき、西: Milagro de la multiplicación de los panes y los peces, 英: The Miracle of the Loaves and Fishes）は、スペインのバロック絵画の巨匠バルトロメ・エステバン・ムリーリョが1669–1670年、または1670–1674年にキャンバス上に油彩で制作した絵画である。ムリーリョ自身が所属していたセビーリャのカリダー信徒会からカリダー施療院のために委嘱され、現在も同施療院に所蔵されている。なお、同主題のより早い時期の習作がエジンバラのスコットランド国立美術館にある。本作は2018年に修復された。

## 背景
カリダー信徒会会長のミゲル・マニャーラは、「キリスト者の慈愛」を主題とする8点の連作をムリーリョに注文した。ムリーリョが描いた8点の連作中4点 (本作『パンと魚の奇蹟』、『病人を治療するハンガリーの聖エリザベト』、『ホレブの岩から水を出すモーセ』、『病人を担う聖フアン・ディ・ディオス』) は現在もカリダー施療院に所蔵されているが、『ベトザタの池で足萎えを治すキリスト』 (ロンドン・ナショナル・ギャラリー) と『放蕩息子の帰還』 (ワシントン・ナショナル・ギャラリー) 、『アブラハムと三人の天使』 (カナダ国立美術館) 、『聖ペテロの解放』 (エルミタージュ美術館) は1810年にナポレオンの軍隊によりスペインから持ち去られた。
カリダー施療院のために制作された連作の主題は一般的に「慈愛」を表しているだけでなく、カリダー信徒会会長のミゲル・マニャーラが定めた信徒会の会則と一致している。その会則は信仰にもとづく積極的な慈善活動を誓約させるものであった。連作を描いた画家ムリーリョもまた信徒として、貧民街の病人の家を回ったり、カリダー施療院で病人の食事の世話をしていたのかもしれない。

## 作品
本作は、イエス・キリストによる聖餐の奇蹟を描いたもので、キリストが群衆に食べ物を与えているところが表されている。「マタイによる福音書」(14章14-21) には以下のような記述がある。

イエスは舟から上がり、大勢の群衆を見て深く憐れみ、その中の病人をいやされた。 夕暮れになったので、弟子たちがイエスのそばに来て言った。「ここは人里離れた所で、もう時間もたちました。群衆を解散させてください。そうすれば、自分で村へ食べ物を買いに行くでしょう。」イエスは言われた。「行かせることはない。あなたがたが彼らに食べる物を与えなさい。」 弟子たちは言った。「ここにはパン五つと魚二匹しかありません。」 イエスは、「それをここに持って来なさい」と言い、 群衆には草の上に座るようにお命じになった。そして、五つのパンと二匹の魚を取り、天を仰いで賛美の祈りを唱え、パンを裂いて弟子たちにお渡しになった。弟子たちはそのパンを群衆に与えた。 すべての人が食べて満腹した。そして、残ったパンの屑を集めると、十二の籠いっぱいになった。 食べた人は、女と子供を別にして、男が五千人ほどであった。

本作の画面に描かれているのは、キリストが少年から差し出され、使徒フィリポによって受け取られた5つのパンと2匹の魚を増やしている瞬間である。この作品は、貧者に食べ物を与えるという慈悲の行いを表している。